# Maureen O'Brien
Maureen O'Brien (Liverpool, Lancashire; 29 de junio de 1943) es una actriz y escritora británica, más conocida por interpretar el papel de Vicki en la serie de televisión de ciencia ficción de la BBC Doctor Who, aunque también ha intervenido en muchos otros programas de televisión.

## Vida
Fue a la escuela de Notre Dame en Liverpool y a la Central School of Speech and Drama de Londres.

## Carrera
Interpretó el papel de Vicki en 38 episodios de Doctor Who del 2 de enero al 6 de noviembre de 1965, junto al Primer Doctor, William Hartnell. Más de cuarenta años más tarde volvió al papel en uno de los audiodramas de Doctor Who de Big Finish Productions.
Interpretó a Elizabeth Straker en la segunda temporada de Casualty (1987). Hizo numerosas apariciones como actriz invitada en series como The Duchess of Duke Street , Taggart, Cracker, A Touch of Frost y Heartbeat. También apareció en uno de los primeros episodios de Jonathan Creek.
Fue miembro de la compañía Everyman Theatre. También escribió un buen número de novelas de detectives, como Close-Up on Death (1989), Deadly Reflection (1993), Mask of Betrayal (1998), Dead Innocent' (1999), Revenge (2001) y Unauthorised Departure (2003), todas protagonizadas por un personaje llamado detective inspector John Bright.